# Lhotka u Radnic
Lhotka u Radnic là một làng thuộc huyện Rokycany, vùng Plzeňský, Cộng hòa Séc.